# Bränntjärnen (Stensele socken, Lappland, 723853-155072)
Bränntjärnen är en sjö i Storumans kommun i Lappland och ingår i Umeälvens huvudavrinningsområde.